# Manuel Joseph
Pour les articles homonymes, voir Joseph.
Manuel Joseph, né le 22 mai 1965 à Aubervilliers et mort le 25 octobre 2021 à Saint-Denis (Seine-Saint-Denis), est un écrivain français.

## Œuvres
- Heroes are heroes are heroes, P.O.L, 1994.
- Edenadale, éd. AAI, 1994.
- La Gueule de l'emploi, collectif, éd. Éd. ERBA, 1999.
- Ça m'a même pas fait mal, Al Dante, 2001.
- Amilka aime Pessoa, P.O.L, 2002.
- De la sculpture considérée comme une tauromachie, Al Dante, 2003.
- Le Bleu du ciel dans la peau, éd. Dissonances, 2009.
- La Sécurité des personnes et des biens, P.O.L, 2010.
- La Tête au carré, P.O.L, 2010.
- Exhibiting Poetry Today: Manuel Joseph, catalogue de l’exposition de Thomas Hirschhorn, ed. Xavier Barral, 2010.
- Les Baisetioles, Questions Théoriques, 2020 [préface de Christophe Hanna].